# Jean Buridan
Jean Buridan, magyarosan Buridán János (latinul: Joannes Buridanus), (1295 körül – 1363) középkori francia nominalista skolasztikus filozófus és teológus.

## Élete
William Ockham tanítványa volt, majd később a párizsi egyetemen tanított filozófiát és teológiát. Elsősorban a logika és metafizika, mintsem a teológia problémáival foglalkozott. Művei közül jelentős az Arisztotelész logikájához írt Kommentár, a Summa de dialectica, a Compendium logicae, a Quaestiones in X libros ethicos Aristotelis.

## Emlékezete
Jellemző kifejezés vele kapcsolatban a „Buridan szamara”. Ez alatt a valójában már Buridan előtt is ismert példát értik, amely szerint egy szamár két tökéletesen egyforma szénahalom közé állítva okvetlenül éhen halna – tudniillik nem tudná magát elhatározni, hogy melyiket kezdje el fogyasztani. A példa azt mutatja, hogy a „szabad választás” (lat. aequilibrium arbitrii) lehetetlen, mert az akaratnak az elhatározáshoz egy, a többi okoknál erősebb indító okra van szüksége.